# Helina kaindiensis
Helina kaindiensis är en tvåvingeart som beskrevs av Shinonaga 1998. Helina kaindiensis ingår i släktet Helina och familjen husflugor. Inga underarter finns listade i Catalogue of Life.